# XDefiant
XDefiant, anciennement nommé Tom Clancy's XDefiant, est un jeu de tir à la première personne free-to-play, développé par le studio Ubisoft San Francisco et édité par Ubisoft. Le jeu est officialisé le 19 juillet 2021, et arrive sur Microsoft Windows, PlayStation 5 et Xbox Series le 21 mai 2024.

## Système de jeu
XDefiant propose une variété de factions et de classes, chacune avec ses propres armes et capacités. Il se déroule dans l'univers des licences les plus connues d'Ubisoft, avec des cartes inspirées de Tom Clancy's, Watch Dogs et Far Cry. Les joueurs ont le choix entre différents modes de jeu, dont certains disponibles périodiquement.
Les équipements des différents mercenaires sont personnalisables, soit en gagnant des niveaux au fur et à mesure des parties, soit en débloquant un passe de combat incluant des éléments exclusifs.
À sa sortie, XDefiant possède 5 factions jouables.
| Faction    | Franchise                         |
| ---------- | --------------------------------- |
| Libertad   | Far Cry 6                         |
| Phantom    | Tom Clancy's Ghost Recon Phantoms |
| Échelon    | Tom Clancy's Splinter Cell        |
| Nettoyeurs | Tom Clancy's The Division         |
| DedSec     | Watch Dogs                        |

## Développement
XDefiant a été annoncé par Ubisoft le 19 juillet 2021. Une version pré-alpha fermée a été déployée en Amérique du Nord en 2021 et en 2023. Une version bêta fermée a quant à elle été déployée du 13 au 23 avril de cette même année,. Lors de l'Ubisoft Forward du 12 juin 2023, Ubisoft a annoncé une session playtest, qui a débuté dès le 20 juin pour les précédents participants à la bêta fermée et le 21 juin pour tous les joueurs. Celle-ci s'est terminée le 23 juin. Une seconde session s'est déroulée les 28 et 29 septembre pour un lancement officiel initialement prévu à la mi-octobre.
Fin août 2024, après seulement 3 mois d'exploitation, XDefiant accuse une perte massive de joueurs. Après avoir atteint un pic de 8 millions de joueurs uniques à son lancement, seuls 20 000 joueurs journaliers se connectent aux serveurs toutes plateformes confondues. Selon la presse spécialisée, le développement pourrait prendre son terme à l'issue de la saison 3 prévue au mois de novembre 2024 si Ubisoft ne réussit pas à inverser la tendance,.
Le 4 décembre 2024, après la publication d'une note interne, Mark Rubin (producteur d'XDefiant) annonce sur X (ex-Twitter) l'arrêt des serveurs à compter du 3 juin 2025. Dès lors, les nouveaux téléchargements ont été rendus impossibles et des procédures de remboursements ont été mises en place. Parallèlement, Mark Rubin précise que la saison 3 sera bien rendue disponible début 2025 et qu'aucun autre contenu additionnel ne sera publié jusqu'à l'arrêt des serveurs. Le jeu continuera d'être maintenu avec des effectifs internes réduits durant cette période transitoire.
Le 4 juin 2025, au lendemain de la date initialement prévue, les derniers serveurs ont été déconnectés et le site internet supprimé.

## Accueil

### Fréquentation
Lors de sa sortie le 21 mai 2024, malgré plusieurs problèmes techniques affectant la stabilité des serveurs, XDefiant a comptabilisé un million de joueurs uniques en seulement deux heures. Cette étape importante fait de XDefiant l'un des jeux d'Ubisoft ayant eu le meilleur lancement du studio. Le 23 mai, le jeu comptabilisait un peu plus de 3 millions de joueurs uniques et environ 300 000 joueurs connectés simultanément toutes plateformes confondues.
Le 28 mai 2024, le jeu atteint 8 millions de joueurs uniques,.
Le 3 septembre 2024, selon le journaliste d'Insider Gaming, Tom Henderson, qui prétend avoir des sources internes, "XDefiant peine à trouver 20 000 joueurs en simultané sur toutes ses plateformes".
Pourtant, Mark Rubin, le producteur du jeu, annonce le 17 septembre 2024 sur le blog officiel que "le jeu n’est absolument pas en train de mourir", pointant plutôt des sources d'améliorations,.
Ce même journaliste rapporte le 30 septembre 2024 qu'Yves Guillemot, PDG d'Ubisoft, avoue lui-même qu'"XDefiant se trouve actuellement en-deçà de leurs prévisions". Il communique à nouveau quelques chiffres transmis par ses sources internes sur l'état du jeu : moins de 200 000 utilisateurs journaliers en août toutes plateformes confondues mais un regain de 40% de fréquentation supplémentaire grâce à de nouvelles récompenses quotidiennes.

## Fin de service et conséquences
Le 4 décembre, Ubisoft annonce la fin programmée de son jeu service pour le 3 juin 2025. Cette décision intervient en même temps que la fermeture des studios d'Ubisoft San Francisco et d'Osaka.
Le 5 juin 2025, Mark Rubin, producteur d'XDefiant, annonce se retirer de l'industrie du jeu vidéo par le biais d'un communiqué posté sur le réseau social X et pointe plusieurs problèmes ayant contribué à l'échec commercial du titre.